# Série 45 SNCB
 (janvier 2022).
La série 45, à l'origine type 605 est un type d'autorail de la Société nationale des chemins de fer belges (SNCB).

## Caractéristiques
Ils sont dotés de deux moteurs à 6 cylindres de General Motors également. Ils sont logés chacun dans un châssis suspendu sous la caisse entre les bogies, qui comptent aussi une transmission hydraulique sur un essieu chacun.